# Члопа (гмина)
Члопа (пол. Człopa) — гмина (волость) в Польше, входит как административная единица в Валецкий повет, Западно-Поморское воеводство. Население — 5127 человек (на 2005 год).